# Terri Swearingen
Terri Swearingen là một nữ y tá và là nhà bảo vệ môi trường người Mỹ ở tiểu bang Ohio.
Bà đã được thưởng Giải Môi trường Goldman năm 1997, vì đã tổ chức các cuộc phản đối lò thiêu rác độc hại ở thành phố East Liverpool, Ohio. Các nỗ lực của Swearingen đã ảnh hưởng tới việc quy định các giới hạn nghiêm ngặt đối với việc phát ra dioxin và các kim loại nặng từ các lò thiêu rác trên khắp nước Mỹ.